# Essenbladplooigalmug
De essenbladplooigalmug (Dasineura acrophila) is een muggensoort uit de familie van de galmuggen (Cecidomyiidae). De wetenschappelijke naam van de soort is voor het eerst geldig gepubliceerd in 1853 door Winnertz. De gal die door deze mug ontstaat ontwikkelt zich in de es.